# Animoca
 (novembre 2018).

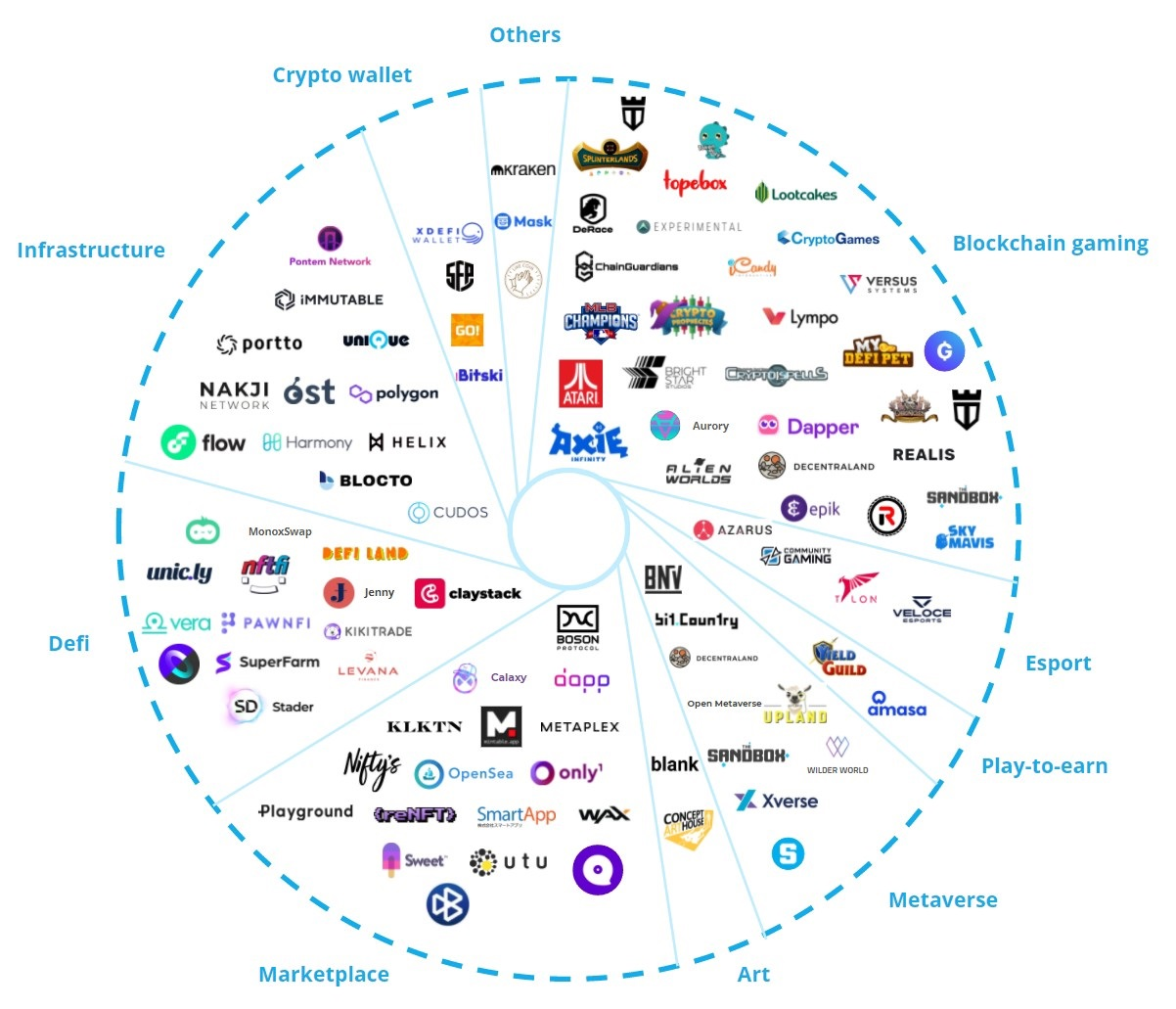
Investments

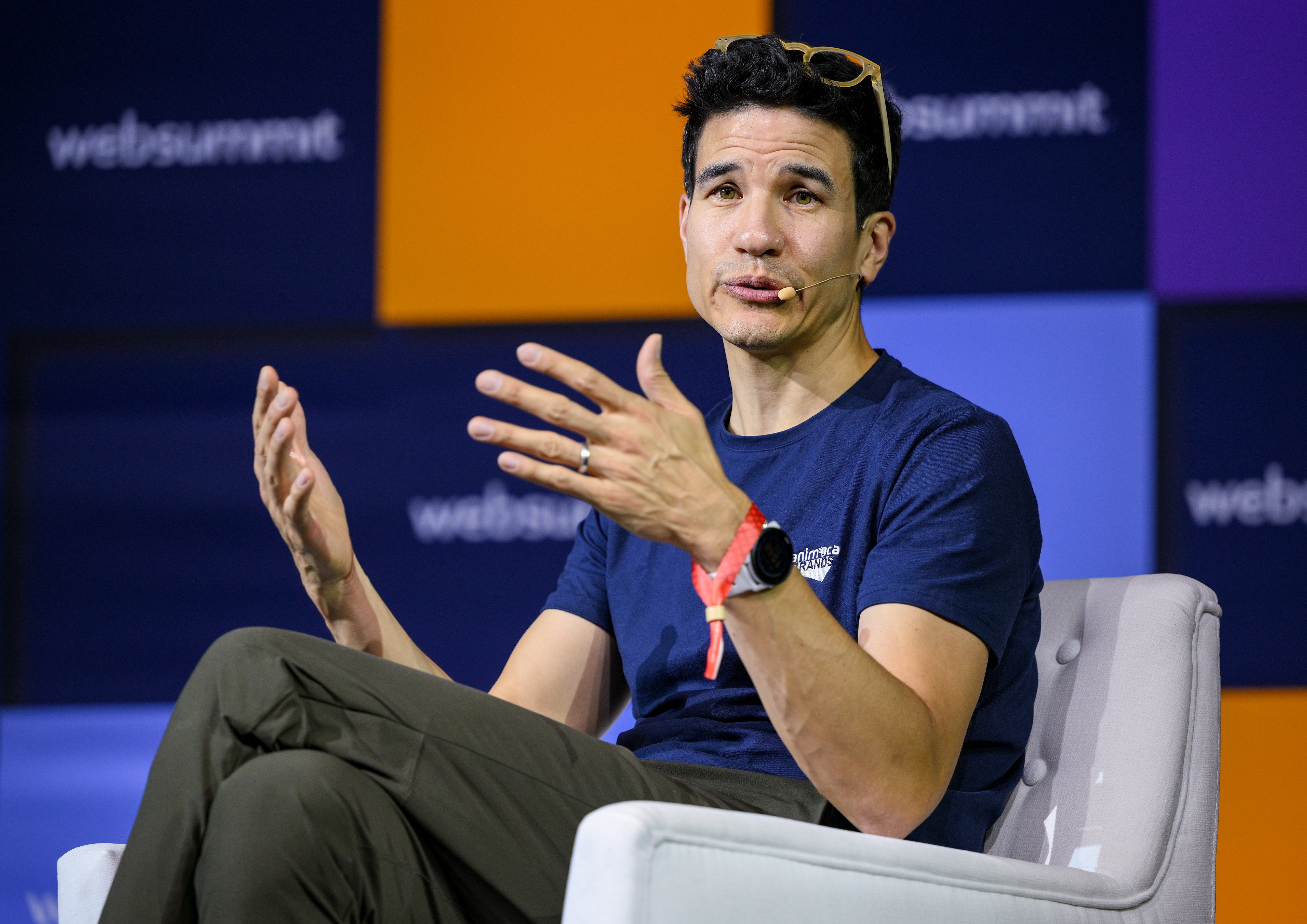
Robby Yung, CEO of Animoca Brands

Animoca Brands est une société de jeux mobiles basée à Hong Kong fondée en 2015 par Yat Siu. La société développe et vend des jeux vidéo et des applications gratuits.
Elle est cotée à l'Australian Securities Exchange (ASX : AB1), au marché libre de la Bourse de Berlin et à la Bourse de Munich.

## Titres
- Beast Quest
- CryptoKitties
- Crazy Defense Heroes
- F1 Delta Time
- Goosebumps Horror Town
- Power Rangers: Battle for the Grid
- iAssociate
- The Sandbox
- Projection: First Light
- Jeux sous licence pour: Mattel, He-Man, Garfield, Snoopy, Wonder Park, Pretty Pet Salon, Star Girl, Doraemon, Thomas & Friends, Ever After High, Astro Boy, Ben 10, Norm, Hot Wheels, Paris Hilton, Masterchef, Decentraland ou Lympo.

Animoca Brands détient des participations dans plus de 380 sociétés de crypto et de blockchain,,.

## Historique
En novembre 2017, Animoca Brands vend tous ses jeux mobiles « casual » à iCandy Interactive pour 3,8 millions de dollars.
En janvier 2018, la société achète 60 % de la société Fuel Powered. En juillet de la même année, Animoca lève 4,5 millions de dollars et annonce un partenariat avec HTC pour collaborer dans différents domaines tels que les jeux, la blockchain, l’intelligence artificielle, la réalité augmentée et la réalité virtuelle.
En octobre 2018, la société investi pour la seconde fois dans Zeroth et prend 67 % du capital,.